# Mouvement pour la restauration des dix commandements de Dieu
Le Mouvement pour la restauration des dix commandements de Dieu (Movement for the Restoration of the Ten Commandments of God, MRTC en anglais) est une secte dissidente de l'Église catholique fondée en Ouganda dans le district de Kanungu par Credonia Mwerinde et Joseph Kibwetere. Fondé dans les années 1980, le mouvement prospéra pendant une dizaine d'années sous la direction de ses cinq leaders Credonia Mwerinde, Joseph Kibwetere, Joseph Kasapurari, John Kamagara, et Dominic Kataribabo. En mars 2000 cependant, plusieurs centaines de fidèles ont été retrouvés morts par la police ougandaise. Certains ont péri dans l'incendie de leur église, d'autres ont été empoisonnés ou assassinés. Après enquête, l'hypothèse d'un suicide collectif a été écartée. Il semble plutôt que les leaders du groupe, après avoir annoncé l'imminence de l'Apocalypse aient directement organisé ce massacre de masse.

## Contexte local
Après son accession à l'indépendance en 1962, l'Ouganda a connu plusieurs décennies de forte instabilité politique et sociale consécutives à la dictature d'Idi Amin Dada, la guerre de brousse, l'explosion de la pandémie de SIDA et l'absence de véritable démocratie. De nombreux Ougandais ont fini par perdre espoir et se sont éloignés de l'Église catholique.
À partir des années 1980, comme dans d'autres pays d'Afrique, plusieurs groupes charismatiques se sont formés autour de messies autoproclamés et ont commencé à attirer de nombreux fidèles. Ces groupes ont prospéré d'autant plus vite qu'ils ont permis à des fidèles de connaître des promotions dans la hiérarchie qu'ils n'auraient pas pu espérer en restant dans l'Église catholique.
En 1986, une jeune fille, Alice Lakwena originaire de Gulu dans l'extrême nord de l'Ouganda a ainsi créé un mouvement spirituel, le Holy Spirit Movement, afin de mener une « guerre contre le mal » en instaurant la loi des dix commandements. À la tête d'une armée de fidèles se croyant invincibles grâce à des pratiques magiques transformant les balles de leurs ennemis en eau, elle a affronté l'armée ougandaise (National Resistance Army) avant de battre en retraite et de s'enfuir au Kenya.
À la différence du Holy Spirit Movement, la plupart de ces sectes ont longtemps bénéficié en Ouganda de la bienveillance des autorités comme le montre l'audience accordée par le Président ougandais, Yoweri Museveni à des représentants du Mouvement pour la Restauration des Dix Commandements, le 20 septembre 1994, dans sa résidence de Rwakitura. À la fin des années 1990 cependant, les pouvoirs publics ont commencé à s'inquiéter de l'activité de certains de ces groupes. Le 18 septembre 1999, à Bukoto, dans le comté de Nakaseke, la police ougandaise a pris d'assaut une ferme utilisée par l'Église du Dernier Message d'Avertissement Mondial, une secte apocalyptique, dont des membres étaient accusés d'enlèvements d'enfants et d'abus sexuels sur mineurs. Le 19 novembre 1999, la police ougandaise a dispersé le rassemblement d'une secte dirigée par une prophétesse de 19 ans affirmant être décédée en 1996 et être revenue sur terre pour exhorter le peuple à se repentir avant l'avènement de l'an 2000.

## Histoire

### Création du mouvement
Selon la presse et l'enseignement diffusé par la secte elle-même, Paulo Kashaku, le père de Credonia Mwerinde serait à l'origine de la fondation du mouvement. En 1960, sa fille décédée, Evangelista, lui serait apparue et lui aurait annoncé qu'il verrait un jour le paradis. Cette prédiction se serait réalisée en 1988 avec une vision de Jésus Christ, de Vierge Marie et de saint Joseph. Par la suite, sa fille Credonia aurait reçu des visions similaires. En 1989, Paulo Kashaku, disant agir sur ordre de la Vierge Marie, aurait demandé à sa fille Credonia de diffuser à travers l'Ouganda des messages concernant l'imminence de la fin du monde. C'est à cette époque que Credonia rencontra Joseph Kibwetere, un notable local affirmant avoir, lui aussi, reçu une vision de la Vierge Marie dès 1984. Ensemble, ils créèrent le Mouvement pour la restauration des dix commandements de Dieu dont l'objectif était de faire observer le respect scrupuleux des Dix commandements et de prêcher la parole de Jésus Christ afin d'éviter la damnation des hommes lors du jugement dernier.
Le rapport de la Commission des droits de l'homme ougandaise publié en 2002 a proposé une version sensiblement différente des circonstances ayant présidé à la création du mouvement : en 1988, Mwerinde, peut-être sous l'influence de réfugiés rwandais Tutsi originaires de Kibeho où se serait produite une apparition mariale, aurait rejoint un mouvement fondé par Blandina Buzigye, une femme affirmant elle aussi avoir vécu une apparition de la Vierge Marie à Nyabugoto Rock, dans le district de Rukungiri. Blandina Buzigye affirmait avoir été informée par la Vierge Marie de l'imminence de l'Apocalypse et avoir reçu comme mission de créer un Mouvement pour la Restauration des dix commandements afin de permettre aux hommes pieux d'être sauvés. C'est au sein de ce mouvement que Credonia Mwerinde se serait affirmée comme leader et aurait recruté plusieurs membres importants de la secte comme Joseph Mwerinde, Paul Ikazire et Dominic Kataribabo. À partir de 1992, elle aurait encore renforcé son ascendant sur le mouvement en mettant à la disposition de la secte un terrain fourni par son père, à Kateete dans le district de Kanungu.

### Croissance du mouvement
Le Mouvement défendait une version littérale et extensive des dix commandements : le neuvième commandement « Tu ne feras pas de faux témoignage » était, ainsi, interprété de manière extensive, les fidèles, y compris les enfants, n'ayant pas le droit de parler et devant communiquer entre eux par le seul langage des signes. Les fidèles étaient également tenus de vendre tous leurs biens avant de rejoindre la communauté, de pratiquer des jeûnes fréquents, de ne prendre qu'un seul repas le vendredi et le lundi, de s'abstenir de toutes relations sexuelles et de ne plus faire usage du savon.
En dépit de son caractère rigoriste, le mouvement connut rapidement un grand succès, notamment après l'arrivée de Paul Ikazire et Dominic Kataribabo, un ancien prêtre titulaire d'un doctorat obtenu aux États-Unis. À la fin des années 1990, le mouvement rassemblait près de 5 000 adeptes. Ces derniers construisirent une école primaire et des maisons pour recruter, sensibiliser des fidèles et prier. Ils achetèrent des terres en commun grâce à l'argent tiré de la vente de leurs biens au moment de rejoindre la communauté. La secte disposait également de plantations de bananiers et d'ananas.
Quelques incidents émaillèrent la vie du mouvement au cours de ces années. En 1992, chassés de Rwashamaire par les anciens du village et la famille de Joseph Kibwetere, les fidèles durent se réinstaller sur une propriété mise à leur disposition par le père de Mwerinde dans le district de Kanungu. En 1994, Paul Ikazire quitta la secte avec sept autres membres. En 1998, la secte fut accusée d'avoir recours au travail d'enfants, d'avoir des locaux insalubres et d'avoir kidnappé des mineurs. Une lettre de dénonciation fut adressée en ce sens à la Commission des droits de l'homme ougandaise. L'école, Ishayuuriro rya Maria fut fermée temporairement mais elle continua à recevoir l'aide de l'État (Universal Primary Education).
Ce qui inquiétait le plus les autorités ougandaises (notamment les services de renseignement) était l'enseignement diffusé par la direction de la secte. Résumé dans l'ouvrage de référence A Timely Message from Heaven: The End of the Present Time, cet enseignement portait principalement sur l'imminence de la fin des Temps. Les leaders du groupe avaient convaincu les fidèles qu'ils étaient en communication directe avec la Vierge Marie et que la fin du monde aurait lieu le 1er janvier 2000. Ils présentaient le mouvement comme une sorte d'Arche de Noé pouvant sauver les justes au milieu d'un monde totalement corrompu. Malgré cela, la surveillance du mouvement par la police locale fut déficiente et ne permit pas d'éviter le drame.

### L'Apocalypse
À l'approche de l'année 2000, les préparatifs en vue de la fin du monde s'accélérèrent au sein du mouvement. La direction du groupe fit pression sur les fidèles pour qu'ils confessent leurs péchés et fassent revenir d'anciens adeptes. Les disciples vendirent leurs habits et leur bétail et cessèrent leurs travaux dans les champs. Cependant, lorsque le 1er janvier 2000 rien ne se passa, un conflit éclata au sein de la secte et le leadership de Mwerinde et Kibwetere fut ouvertement contesté. La police ougandaise suppose qu'à ce moment-là, certains fidèles qui avaient été poussés à vendre leurs biens avant le 1er janvier 2000 demandèrent à être remboursés.
Peu de temps après, la direction du Mouvement reprit l'initiative en annonçant que la fin du monde aurait lieu le 17 mars 2000. Le Mouvement organisa une grande fête à Kanungu au cours de laquelle trois bœufs furent rôtis et dix caisses de boissons non alcoolisées consommés.
Le 17 mars, des membres du groupe entrèrent dans leur église de Kanungu en priant et en chantant. Quelques minutes plus tard, une explosion retentit et un incendie se déclara dans le bâtiment. Comme les fenêtres et les portes avaient été condamnées, les fidèles furent pris au piège des flammes et 530 moururent parmi lesquels des dizaines d'enfants. On pensa dans un premier temps que les cinq leaders du groupe, Joseph Kibwetere, Joseph Kasapurari, John Kamagara, Dominic Kataribabo, et Credonia Mwerinde étaient également morts dans l'incendie.
Quatre jours après le drame, la police découvrit des centaines d'autres corps dans des propriétés utilisées par le Mouvement dans le sud de l'Ouganda. Six corps furent retrouvés enfermés dans les toilettes du compound de Kanungu, 153 corps dans celui de Buhunage, 155 sur le domaine de Dominic Kataribabo à Rugazi où ils avaient été empoisonnés et poignardés, 81 corps dans la ferme de Joseph Nyamurinda et 55 corps à Kampala. Les enquêtes médico-légales ont montré que ces victimes avaient été tuées plusieurs semaines avant l'incendie de l'église.

### Les suites de l'affaire
Après avoir fouillé tous les sites, la police a revu à la baisse le nombre de victimes de 1 000 à 778. Les enquêtes médico-légales ont montré qu'à l'exception des fidèles morts dans l'incendie de l'église, la plupart des victimes avaient été empoisonnées. Au départ, la présence de liens en fibre de bananes autour de leur cou avait laissé penser qu'ils avaient été étranglés. Au terme des enquêtes, la police a conclu que le drame n'était pas le résultat d'un suicide collectif mais d'un meurtre de masse organisé par la direction du Mouvement. Plusieurs jours avant la tragédie, Dominic Kataribabo a été vu en train d'acheter 50 litres d'acide sulfurique qui pourraient avoir été utilisés pour mettre le feu au bâtiment.
Les enquêtes ont aussi montré que Joseph Kibwetere était en contact avec William Kamm, le gourou d'une secte australienne millénariste, The Marian Workers of Atonement (les Serviteurs de la Rédemption), qui affirmait lui aussi avoir vu la Vierge Marie et qui, en 2007, a été condamné à 15 ans de prison pour agression sexuelle.
Le gouvernement ougandais a condamné ce drame. Les soupçonnant d'être toujours en vie, les autorités ont délivré un mandat d'arrêt international à l'encontre de Joseph Kibweteere et Credonia Mwerinde et de quatre autres dirigeants de la secte. Malgré une récompense de 2 millions de shilling ougandais pour chaque personne arrêtée, aucune d'elles n'a jamais pu être retrouvée.
En 2002, la Commission des droits de l'homme a rendu un rapport sur le drame de Kanungu. Elle a conclu que la secte avait commis plusieurs violations de droits de l'homme parmi lesquelles : l'enlèvement et la maltraitance d'enfants (coups, malnutrition) et des atteintes à l'intégrité physique dans le cadre de punitions infligées aux adultes n'obéissant pas aux ordres de la direction du mouvement.
La Commission a aussi établi que la secte avait bénéficié de complicités au sein des autorités locales des districts de Rukungiri et de Kanungu. La commission a reproché au Resident District Commissioner (commissaire de district) de Rukungiri, Kitaka Gawers d'avoir accepté de poser la première pierre d'un des bâtiments de la secte le 28 juin 1997 alors qu'en 1994, son prédécesseur avait refusé d'enregistrer la secte comme ONG. Elle a aussi accusé l'assistant du commissaire de district de Kanungu, Mutazindwa Amooti d'avoir résolu plusieurs problèmes administratifs rencontrés par la secte (notamment son enregistrement comme ONG en 1997) en l'échange de l'envoi gracieux de deux adeptes du mouvement pour faire le ménage dans sa résidence. Plusieurs cas de tentatives de corruption des autorités locales par les membres de la secte ont également été rapportés. En conclusion, la Commission recommanda d'enquêter sur les cas de corruptions impliquant des autorités locales et appela à un renforcement de la surveillance des activités des ONG par le NGO Registration Board.
En septembre 2011, le prix Ig Nobel de Mathématiques a été décerné à six personnes dont Credonia Mwerinde pour avoir pronostiqué la fin du monde à des dates différentes et « avoir montré au monde qu'il faut faire très attention lorsqu'on fait des calculs et des déductions mathématiques ».